# Gyula M. Szabó
Dans le nom hongrois Szabó Gyula M., le nom de famille précède le prénom, mais cet article utilise l’ordre habituel en français Gyula M. Szabó, où le prénom précède le nom.
Gyula M. Szabó, né le 15 mars 1979 à Szeged, est un astronome hongrois.
Le Centre des planètes mineures le crédite de la découverte de neuf astéroïdes, effectuée entre 1999 et 2004, toutes en collaboration avec Krisztián Sárneczky.
L'astéroïde (113203) Szabó lui est dédié.
| (31872) Terkán        | 13 mars 2000      |
| (38442) Szilárd       | 24 septembre 1999 |
| (82656) Puskás        | 10 août 2001      |
| (117086) Lóczy        | 8 juin 2004       |
| (190504) Hermanottó   | 22 avril 2000     |
| (523954) Guman        | 22 octobre 1998   |
| (612787) Haumannpéter | 8 août 2004       |